# Суцано (Пјаченца)
Суцано је насеље у Италији у округу Пјаченца, региону Емилија-Ромања.
Према процени из 2011. у насељу је живело 103 становника. Насеље се налази на надморској висини од 122 м.